# George Street (Sydney)
George Street (rue George) est une rue du quartier central des affaires de Sydney.
C'était la rue principale d'origine de Sydney et elle reste l'une des rues les plus fréquentées du centre-ville. Elle relie un certain nombre des bâtiments et quartiers les plus importants de la ville. Il y a plus de gratte-ciels dans cette rue que dans n'importe quelle autre rue en Australie. Parmi les cent plus grandes entreprises cotées en bourse d'Australie, la plupart sont situées ici plus que dans n'importe quelle autre rue.
La rue commence à l'extrémité nord de Sydney à The Rocks, près du  Sydney Harbour Bridge, et s'étend jusqu'à l'extrémité sud de la ville, près de la gare centrale et d'Ultimo, où elle mène à Railway Square. De là, Broadway est la continuation de George Street qui tourne vers l'ouest, menant à la banlieue ouest sous le nom de Parramatta Road.

## Histoire

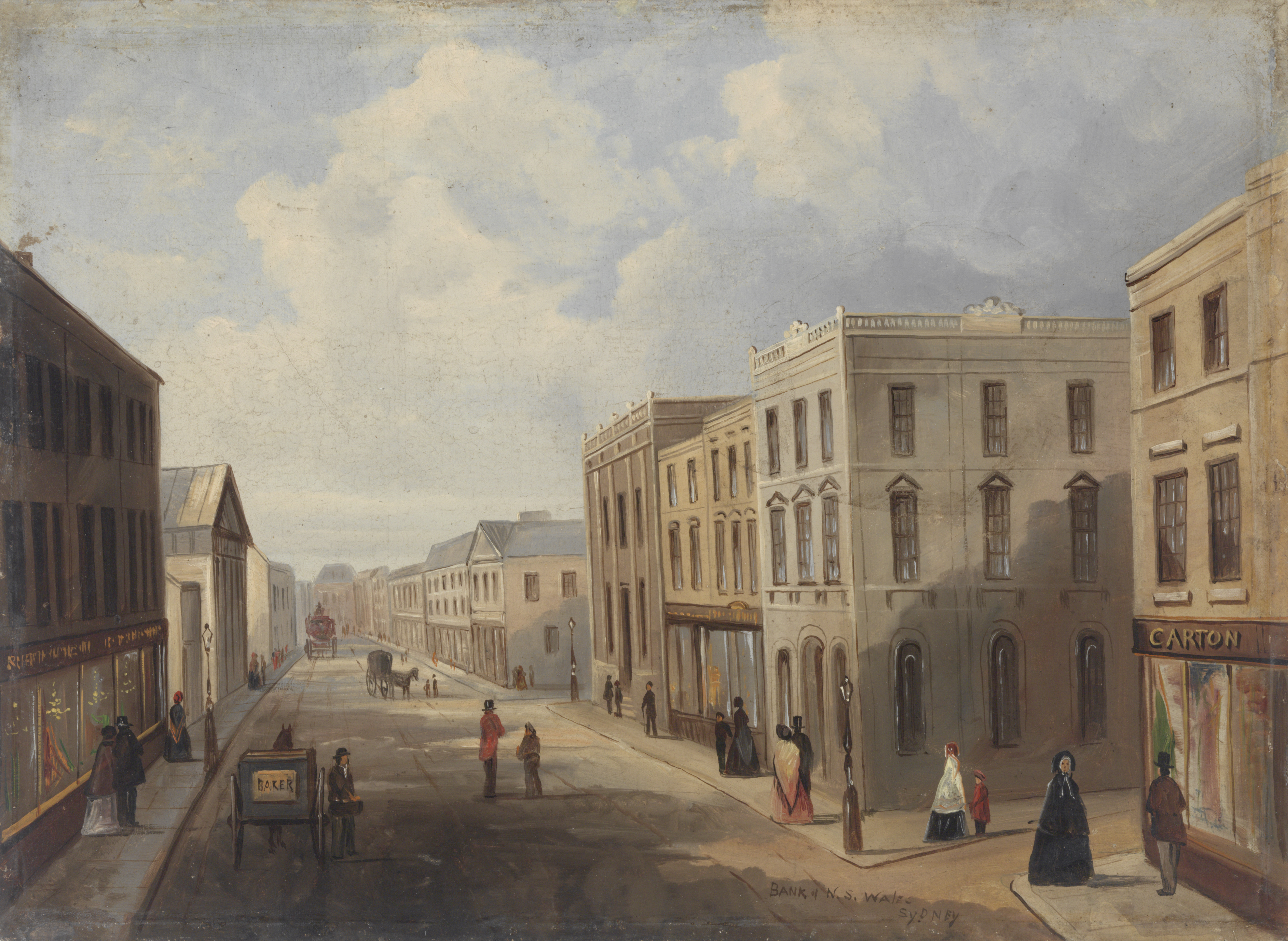
La George Street en 1855.

Jusqu'en 2016, George Street était l'itinéraire du défilé de la Journée de l'ANZAC à Sydney jusqu'à ce que la rue soit rendue indisponible par les travaux de construction du CBD et du South East Light Rail. Le défilé se poursuit maintenant via Elizabeth Street. La ligne de métro léger traversant George Street a commencé à fonctionner en décembre 2019.
De 2019 à 2022, la majeure partie de George Street entre Bridge St (près de Circular Quay) et Rawson Place (près de la gare centrale) a été progressivement transformée en zone piétonne,.

## Transport

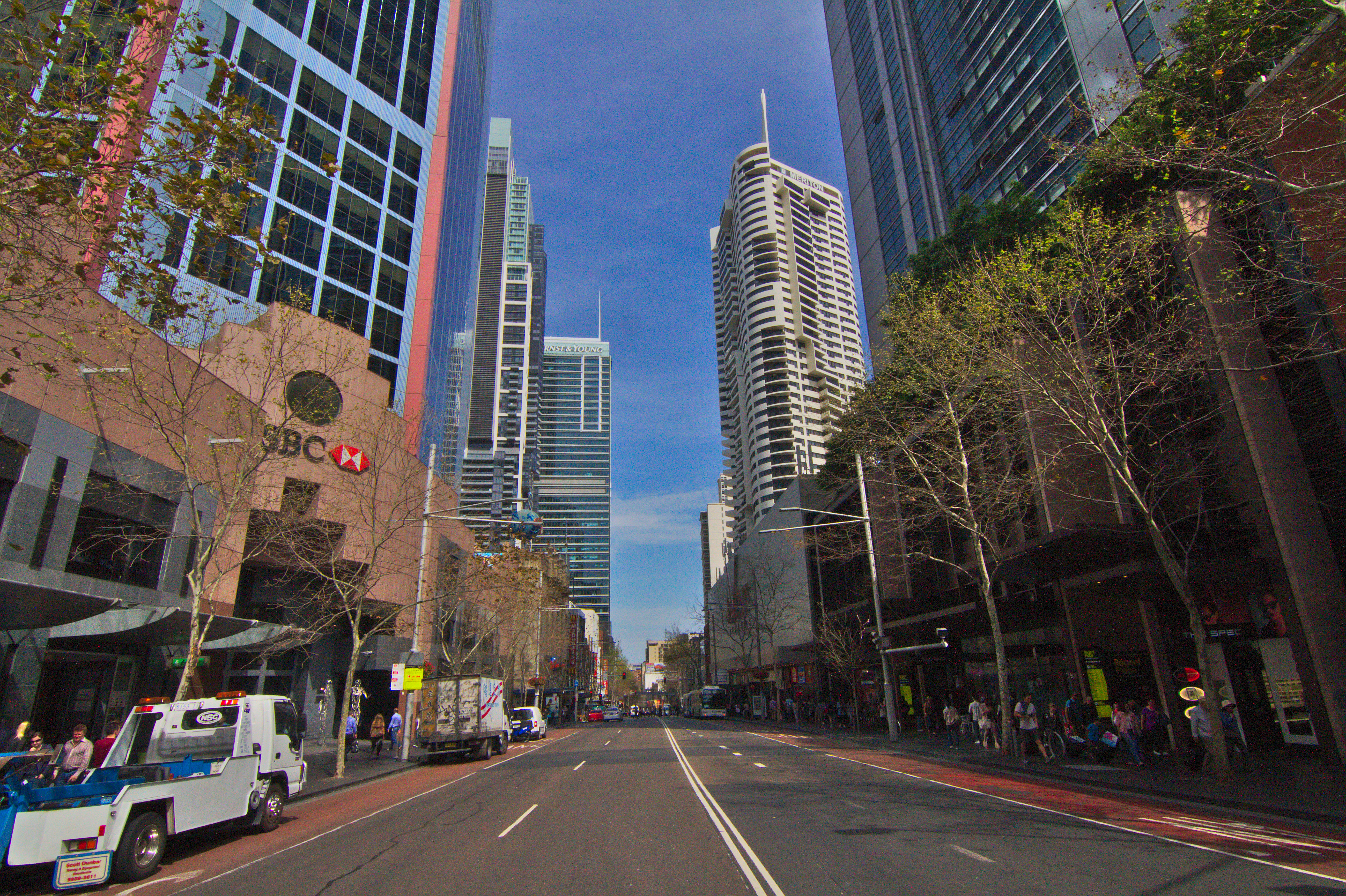
Vue vers le sud depuis la Bathurst Street en septembre 2013, avant l'introduction du métro léger.

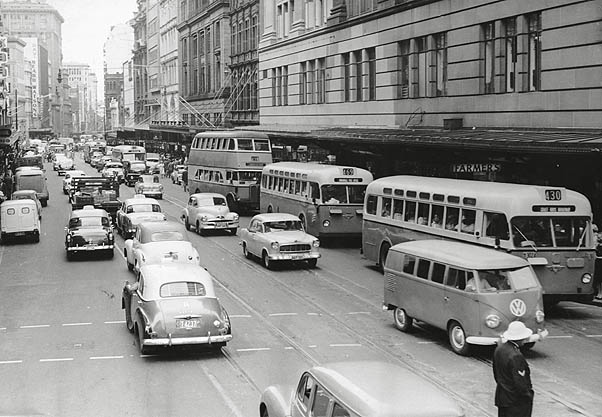
Vue vers le nord depuis Market Street dans les années 1960.

Le 8 décembre 1899, un tramway électrique est inauguré le long de George Street jusqu'à Harris Street. Cela a réduit la dépendance traditionnelle aux chevaux. En 1959, les tramways sont remplacés par des bus diesel. Des voies réservées aux bus sont introduites de Bridge Street à Broadway en direction du sud et de Broadway à Jamiestown Street en direction du nord en juillet 1997. Jusqu'en octobre 2015, George Street était la rue la plus fréquentée de Sydney en termes de nombre de bus par heure ; la plupart des services de bus vers les banlieues intérieures ouest et nord-ouest circulaient sur une partie ou la majeure partie de George Street.
La plupart des principales gares ferroviaires du centre-ville de Sydney sont situées sur ou à proximité de George Street. À l'extrémité nord de George Street, se trouve la station Circular Quay. La station de métro Wynyard est construite à la même période à un endroit adjacent à George Street, avec une entrée principale sur George Street près de Hunter Street. Au sud se trouve la station Town Hall, située sous George Street, près de l'hôtel de ville de Sydney, et à l'extrémité sud se trouve la gare centrale de Sydney.

### Développement du métro léger

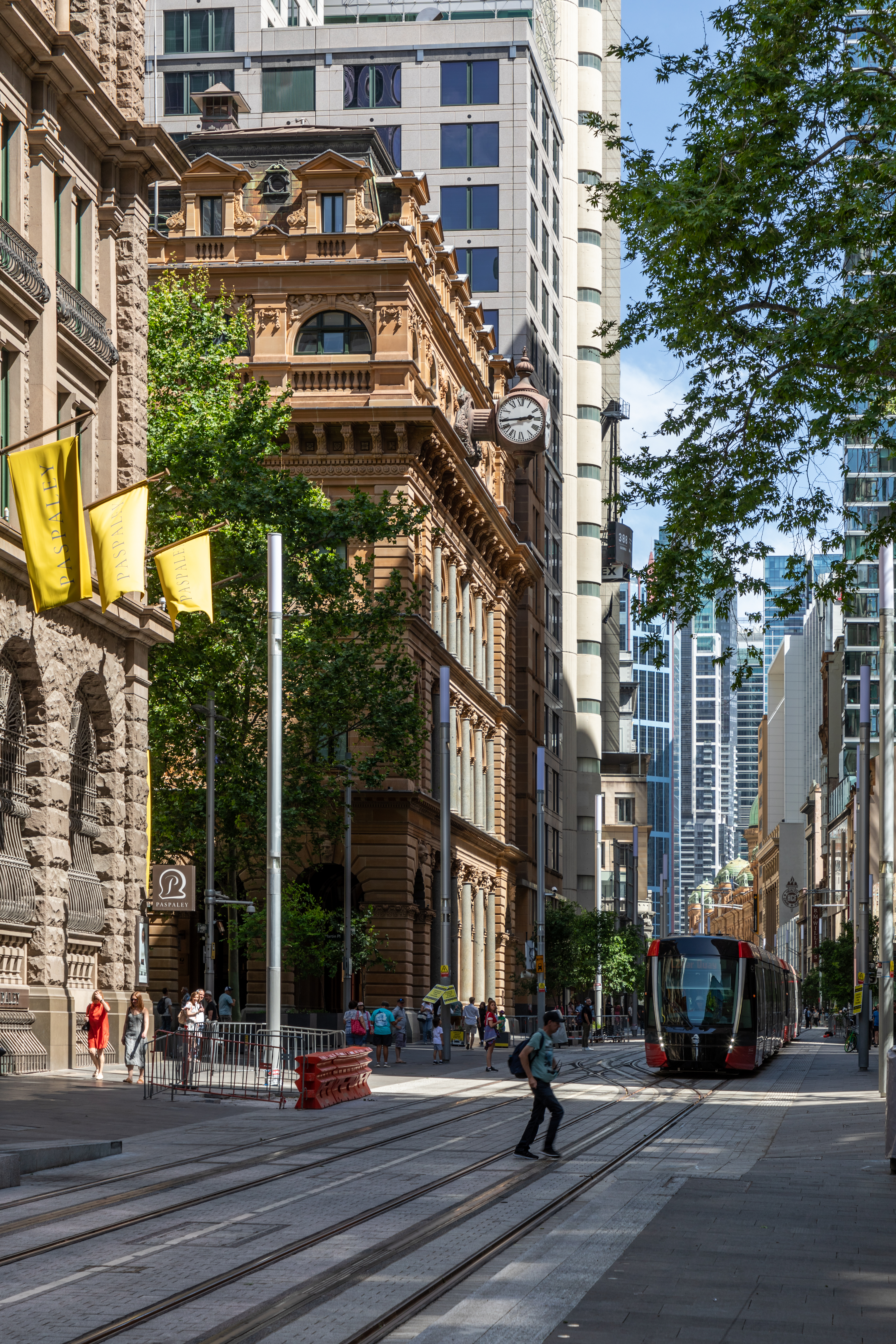
Métro léger sur la George Street, 2019.

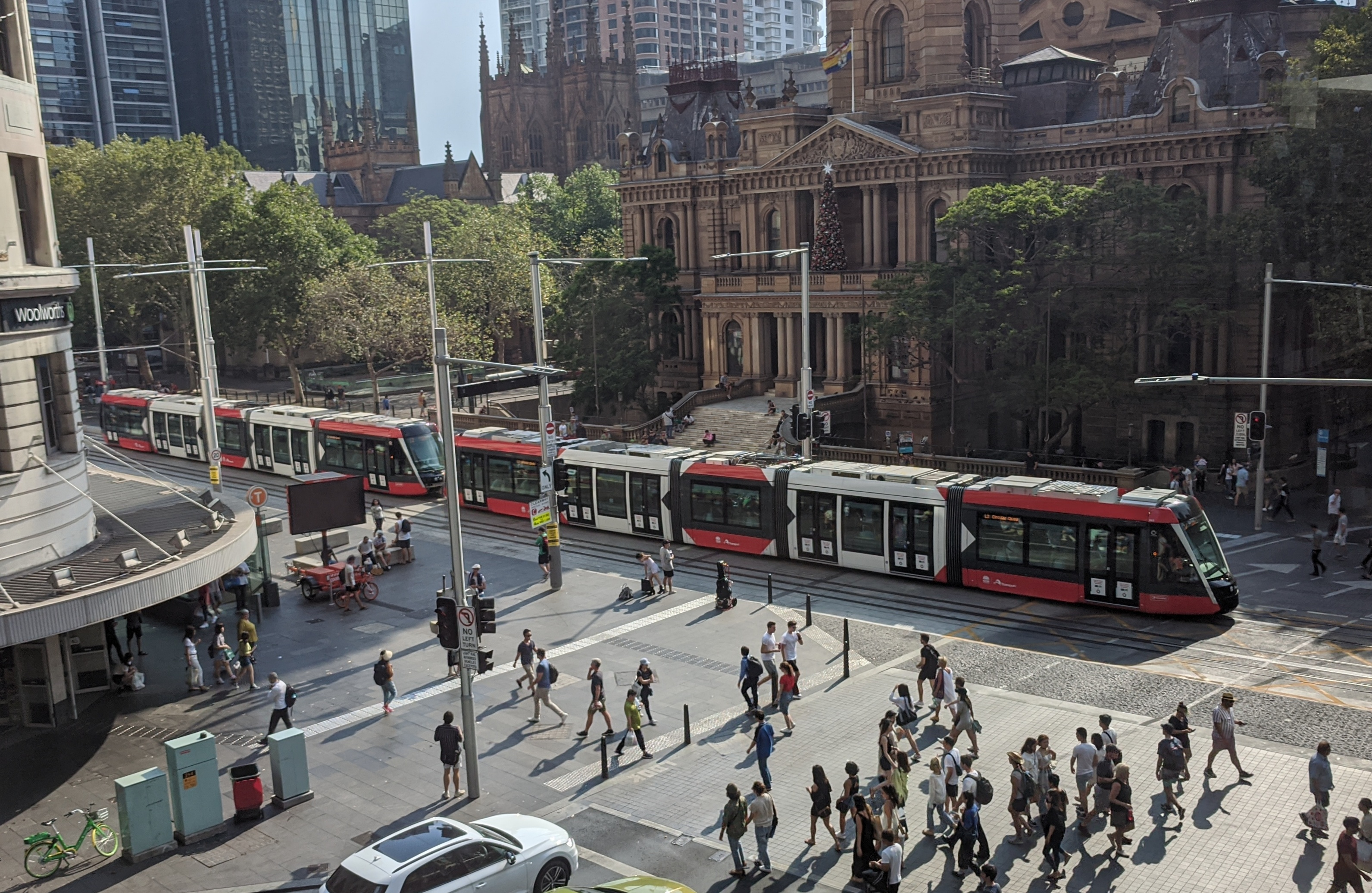
Section piétonne de George Street à l'extérieur de l'hôtel de ville de Sydney en janvier 2020.

En réponse à la congestion croissante des bus dans le CBD, le gouvernement de la Nouvelle-Galles du Sud a annoncé, le 13 décembre 2012, son engagement à construire un métro léger de Circular Quay jusqu'à la gare centrale, en descendant George Street, avant de continuer vers l'est jusqu'à Kensington et Randwick.
En conjonction avec les travaux du tramway, la ville de Sydney a piétonnisé des sections de George Street entre Hunter et Bathurst Streets, avec l'intention de faire de George Street « la première rue commerçante et piétonne de Sydney ». Le gouvernement de l’État a annoncé qu’il soutiendrait le plan. La construction du métro léger a commencé en octobre 2015, entraînant la fermeture de la George Street. Le tramway traversant George Street a ouvert le 14 décembre 2019. Cependant, la voie en direction sud entre la rue Bathurst et la rue Campbell n'a jamais été rouverte et est restée fermée à la circulation.
En mai 2020, la ville de Sydney a proposé de convertir la section sud de George Street en un boulevard réservé aux piétons, prolongeant vers le sud le boulevard existant qui a été construit dans le cadre du projet de métro léger. En juillet 2020, la voie en direction nord de la Ultimo Street à Bathurst Street et la voie en direction sud de la rue Campbell à Rawson Place ont été temporairement fermées. La fermeture a été rendue permanente lors de la réunion du Conseil en décembre 2020. Les travaux de conversion de la section sud de la George Street en boulevard piétonnier ainsi que d'autres aménagements de circulation ont débuté en mars 2021. La section entre Bathurst Street et Goulburn Street est achevée en septembre 2021.

## Architecture et structures remarquables

George Street
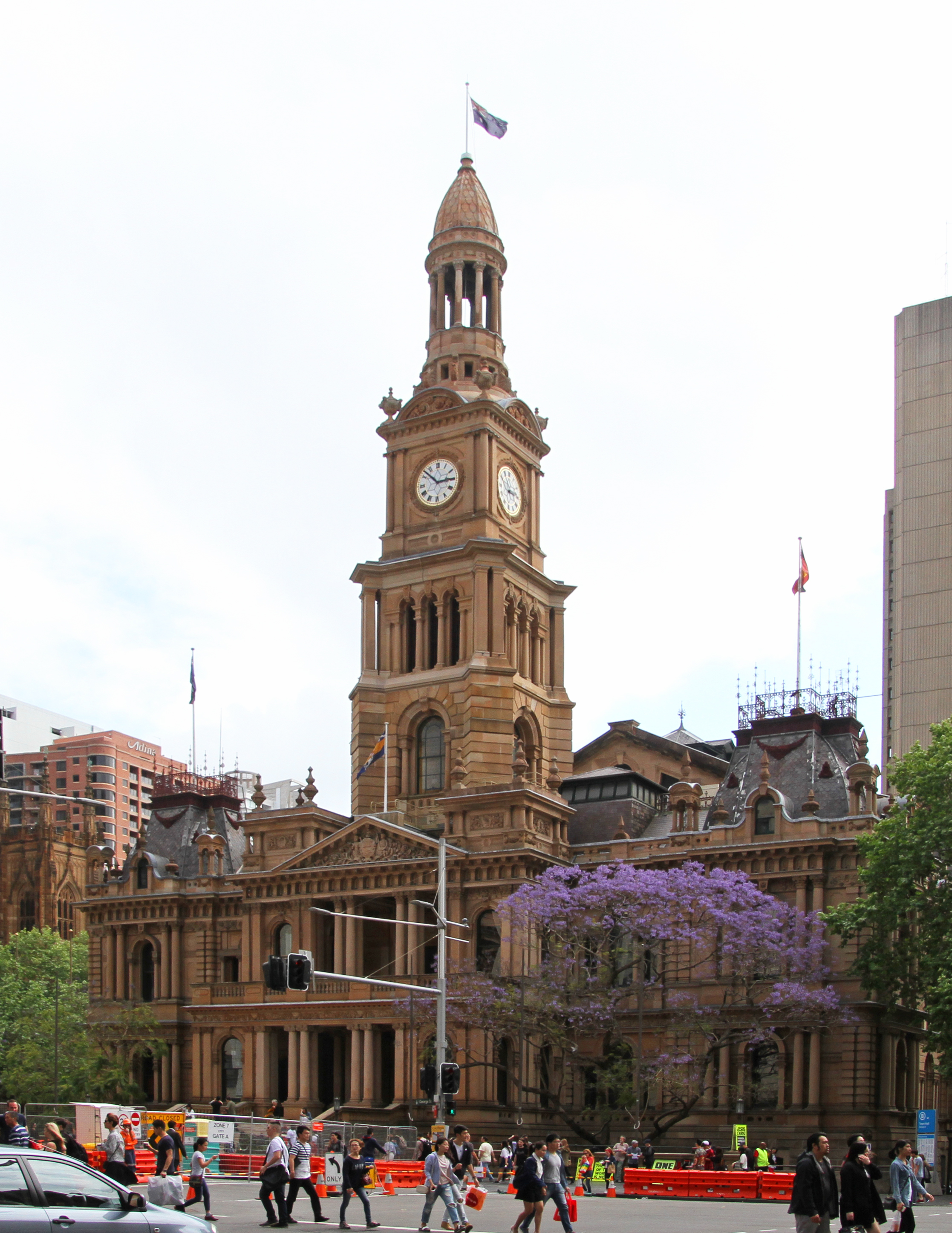
Hôtel de ville de Sydney
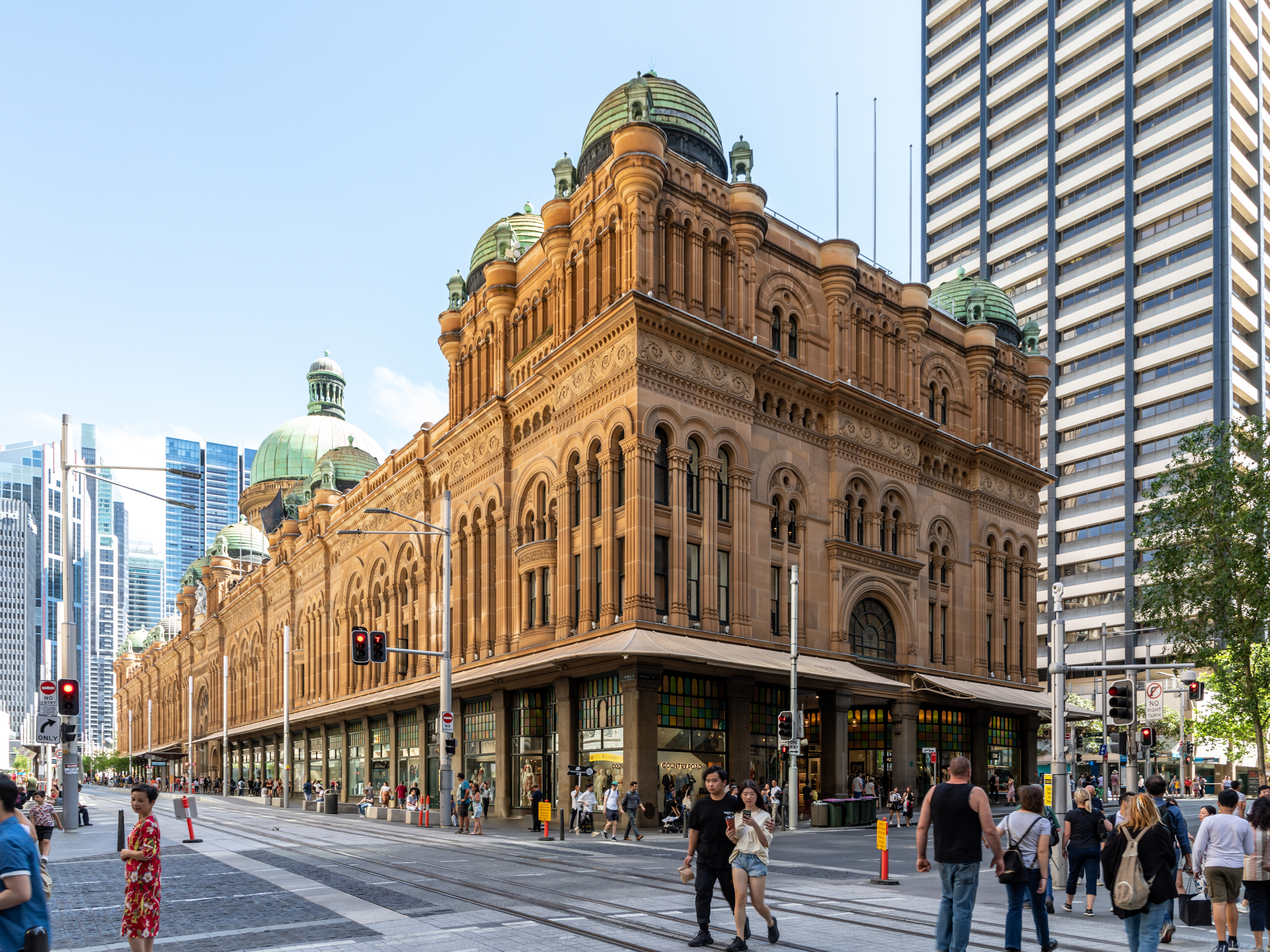
Bâtiment Queen Victoria
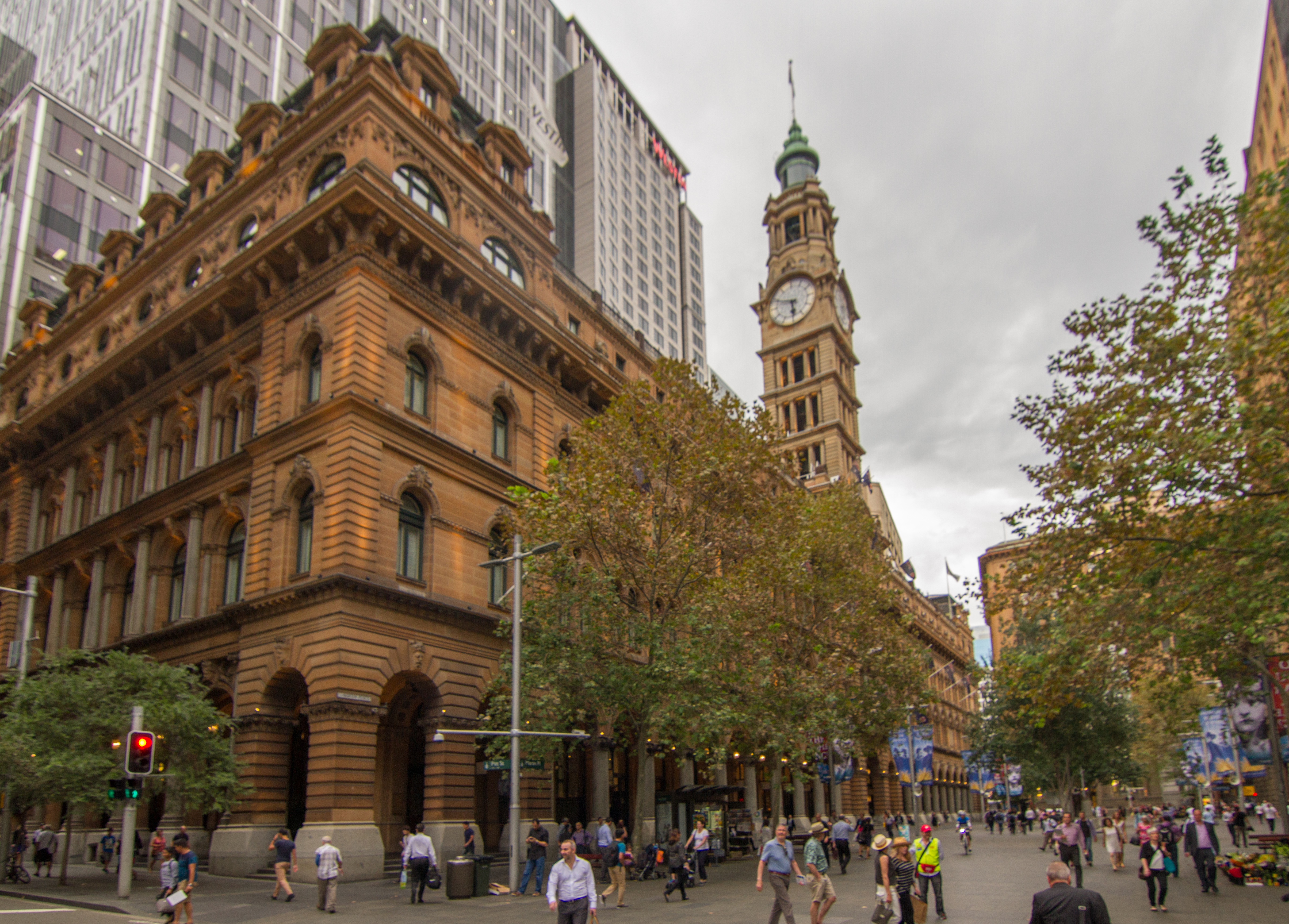
Bureau de poste général
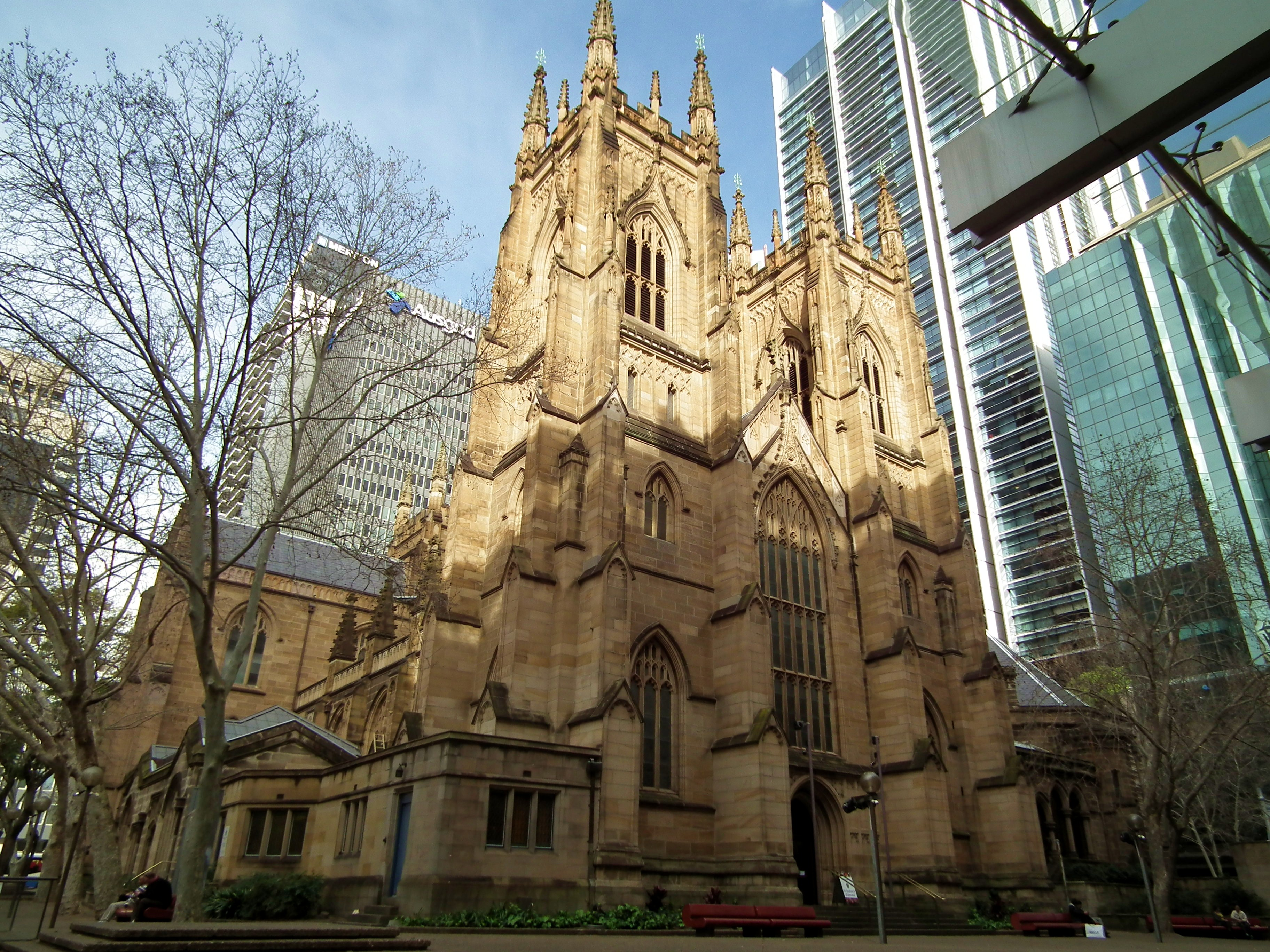
Cathédrale Saint-André
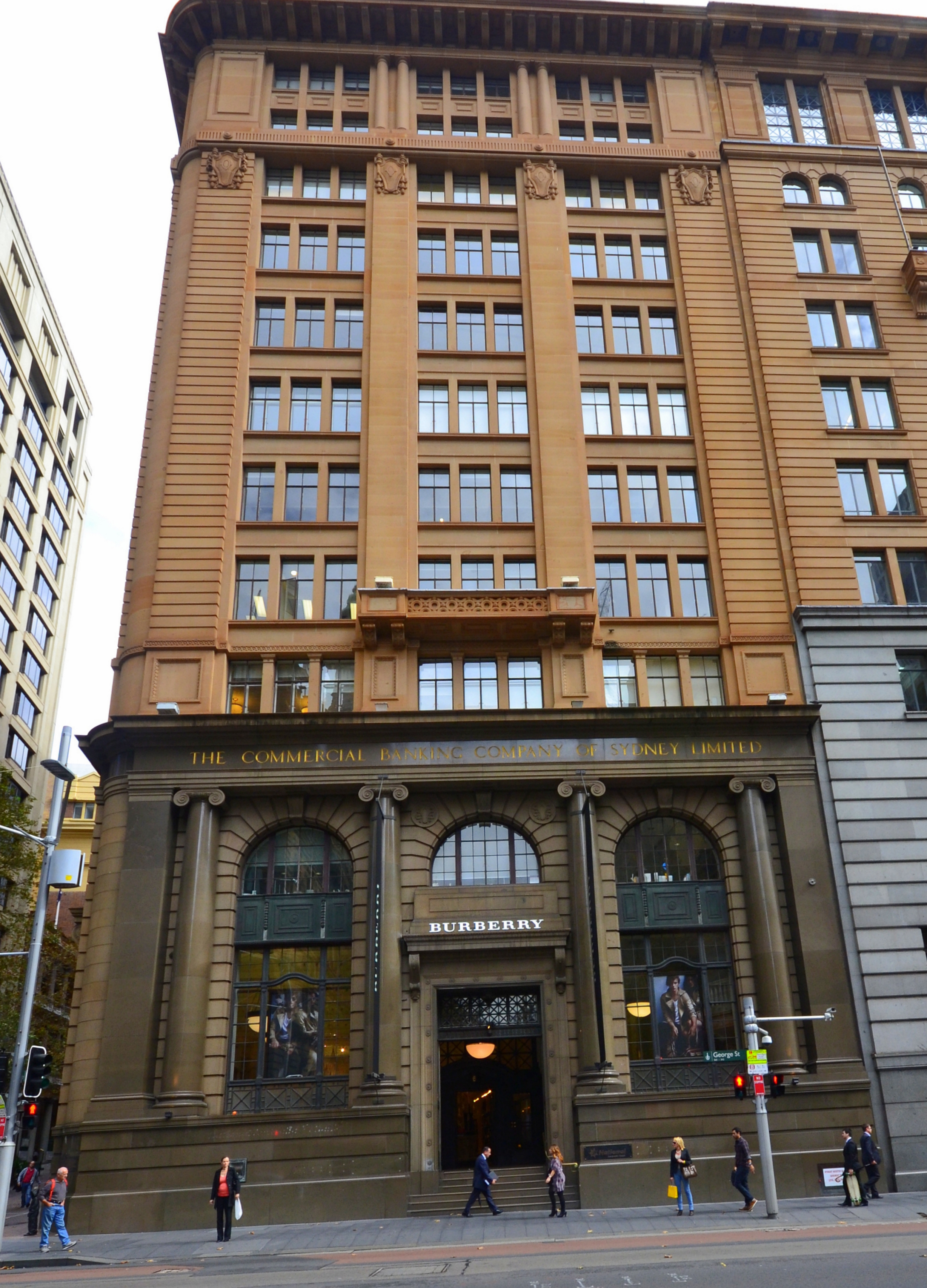
Bâtiment de la Commercial Banking Company
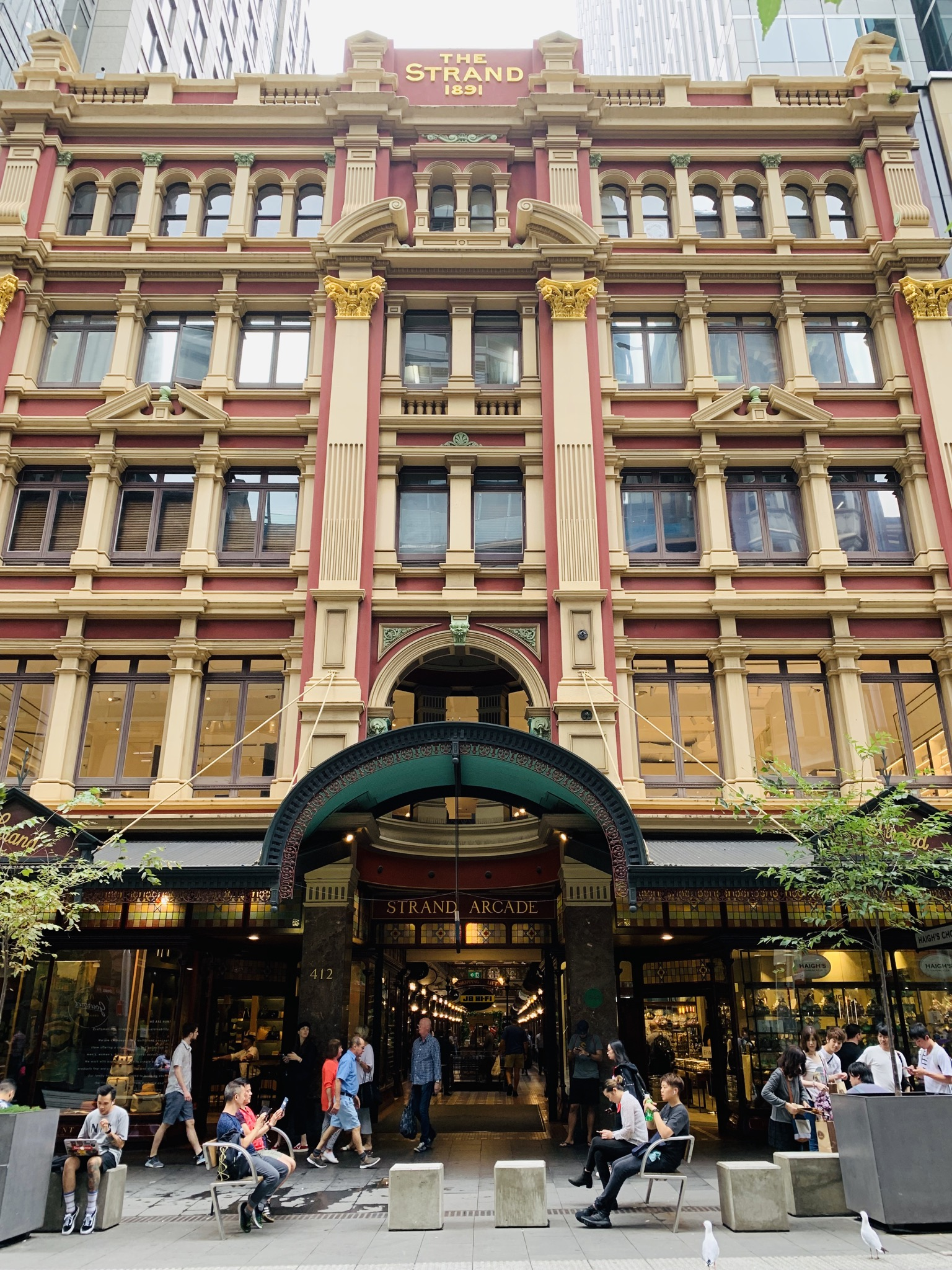
La galerie marchande Strand
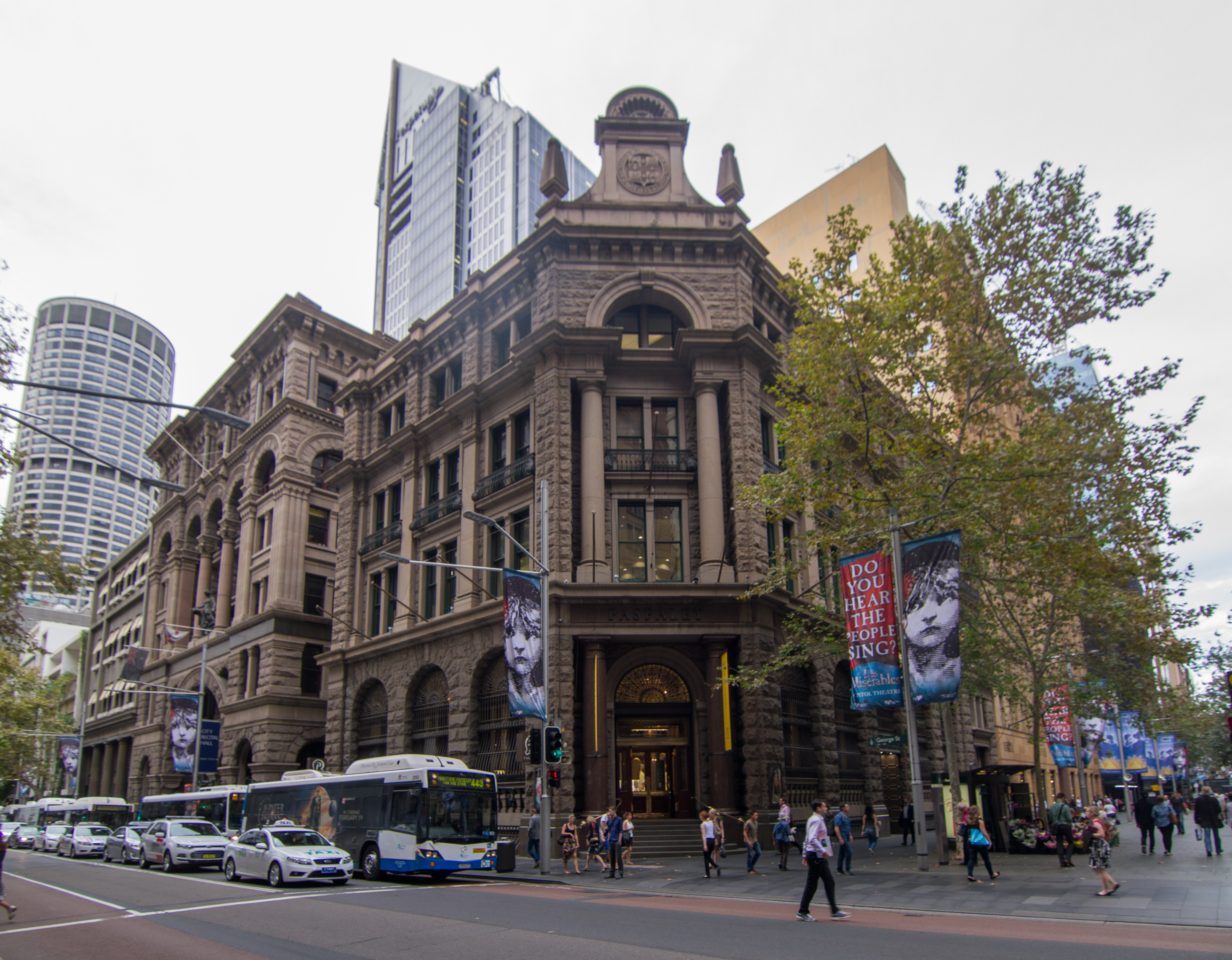
Ancienne Banque d'Australasie
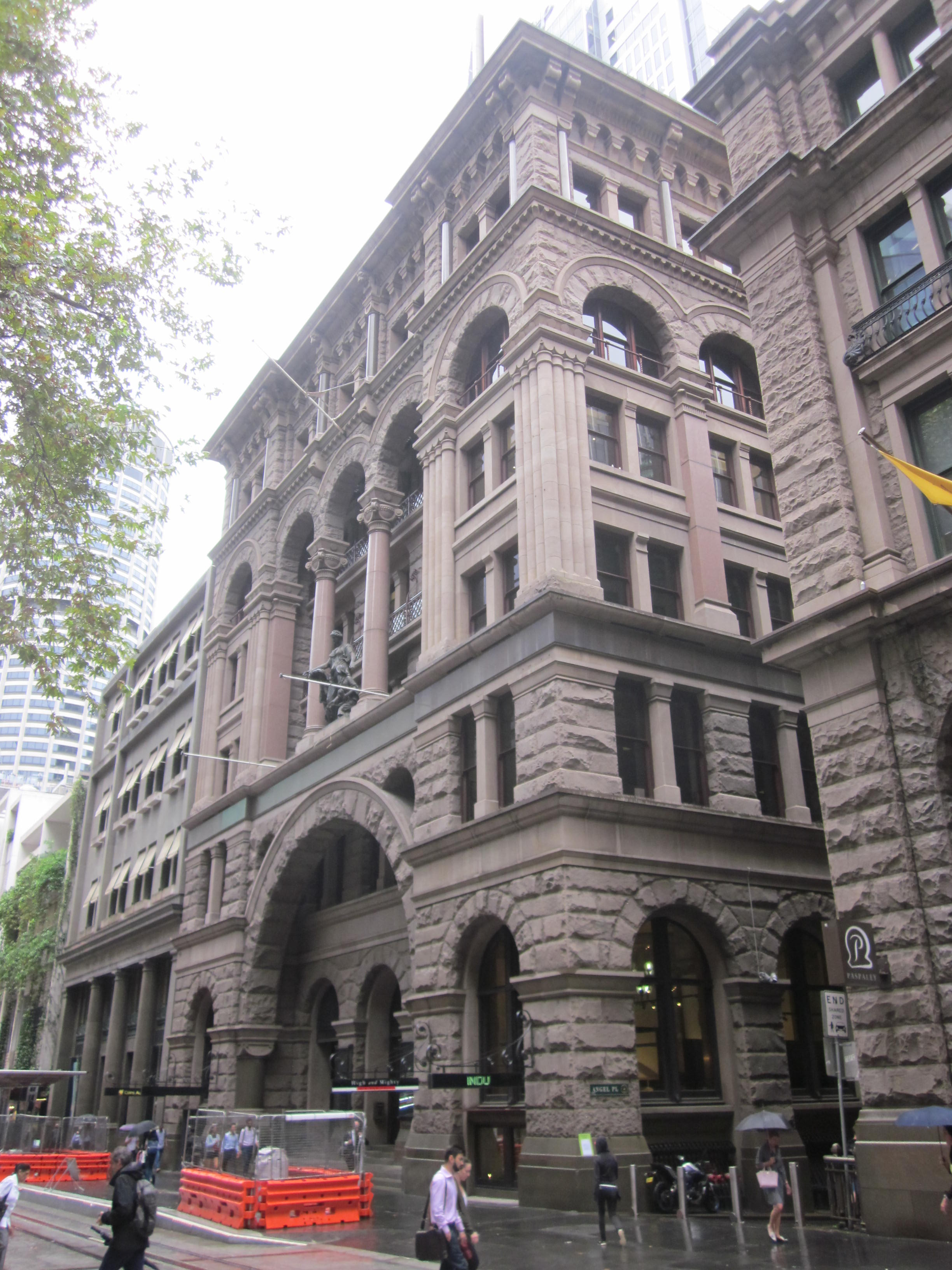
Ancien bâtiment de la Société Générale
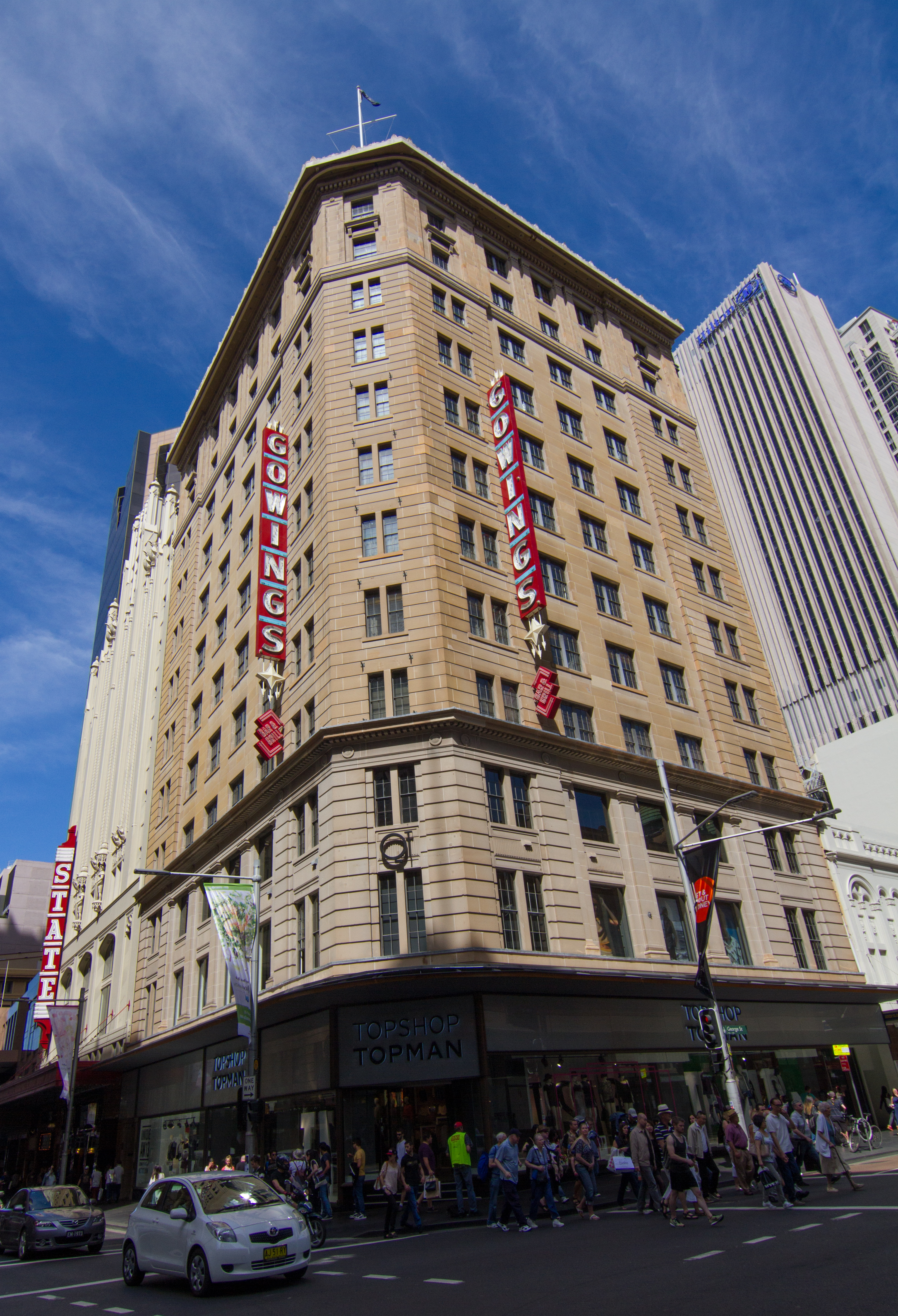
Bâtiment Gowings
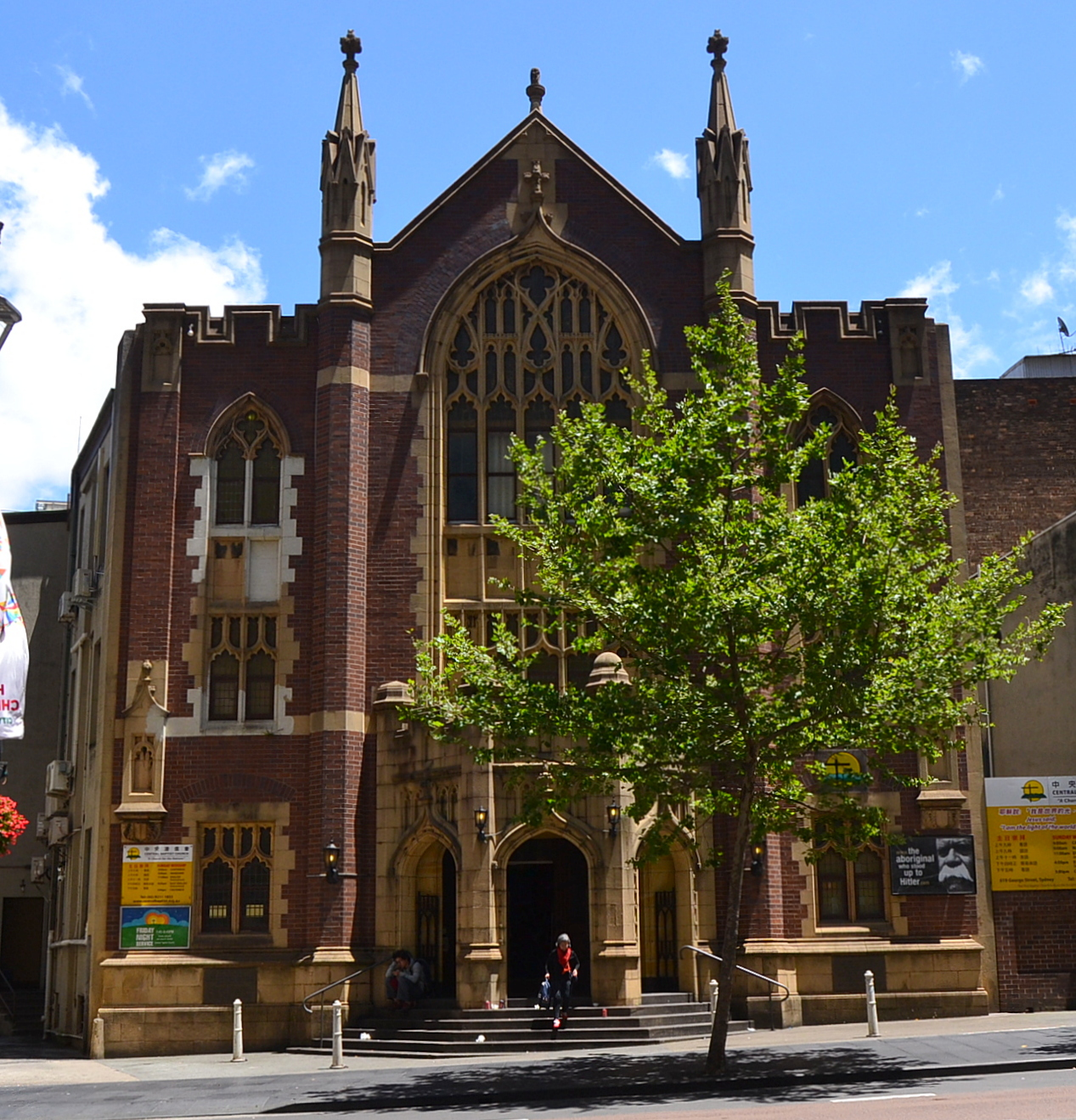
Église baptiste centrale
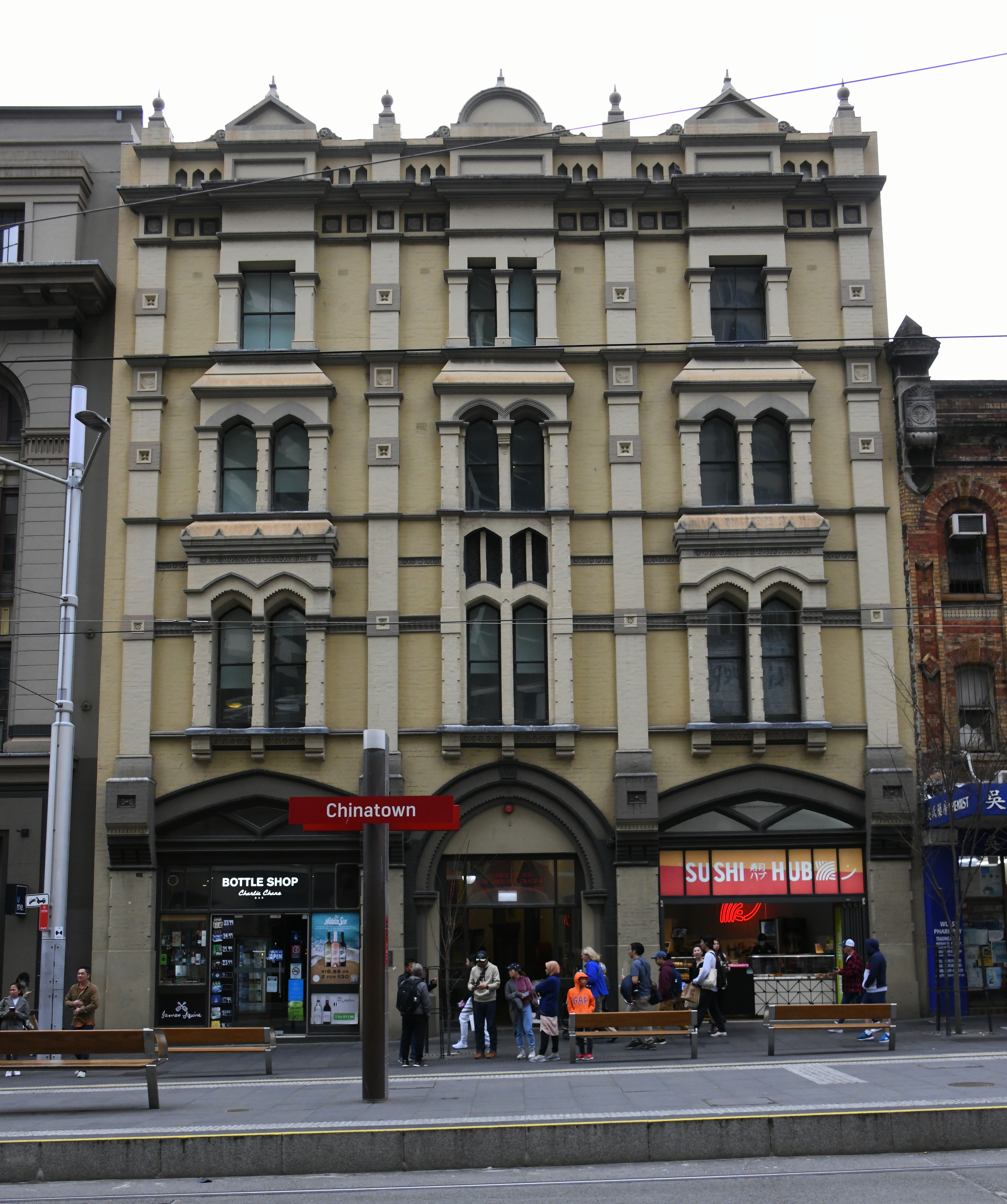
Bureau de poste de Haymarket
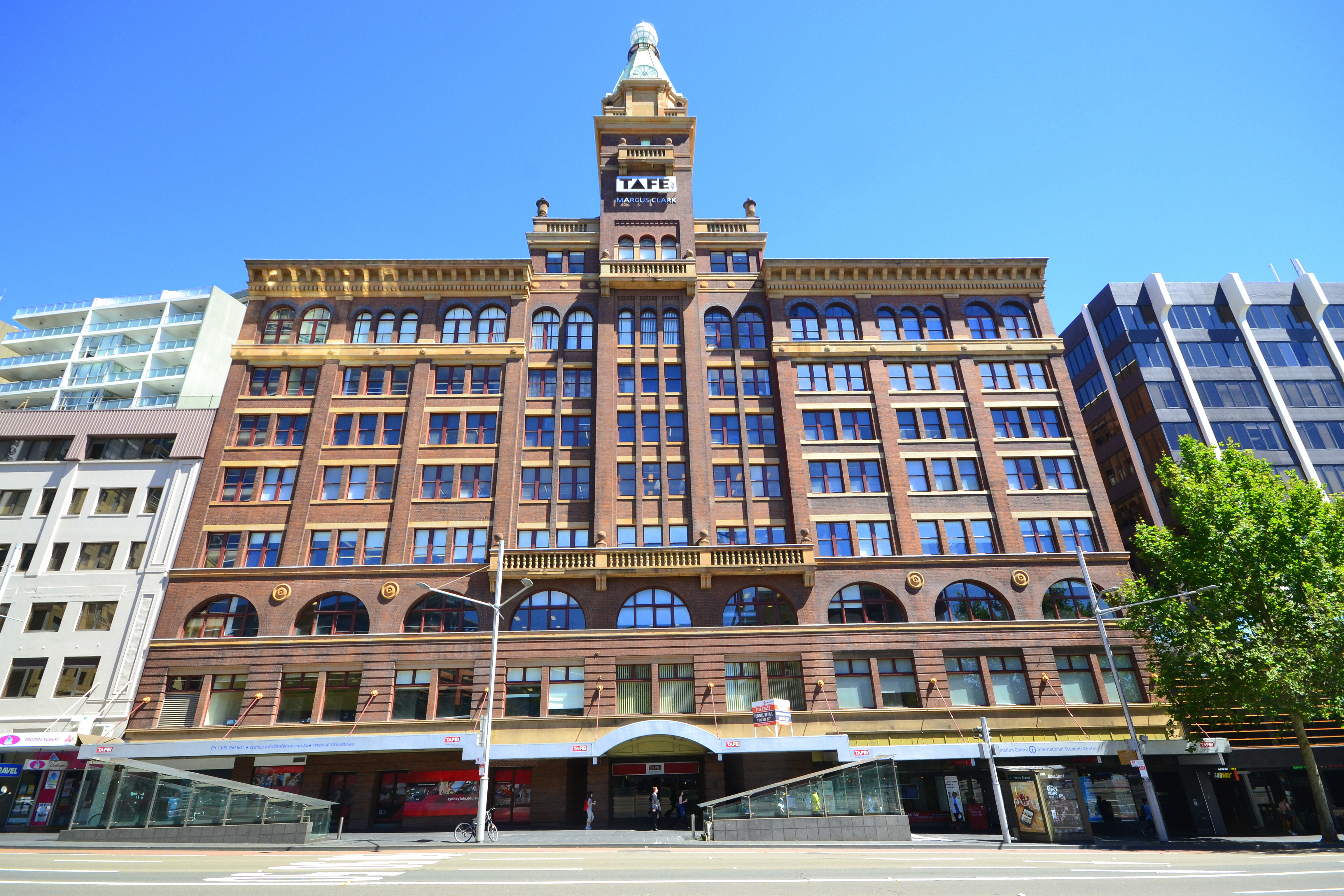
Bâtiment Marcus Clarke
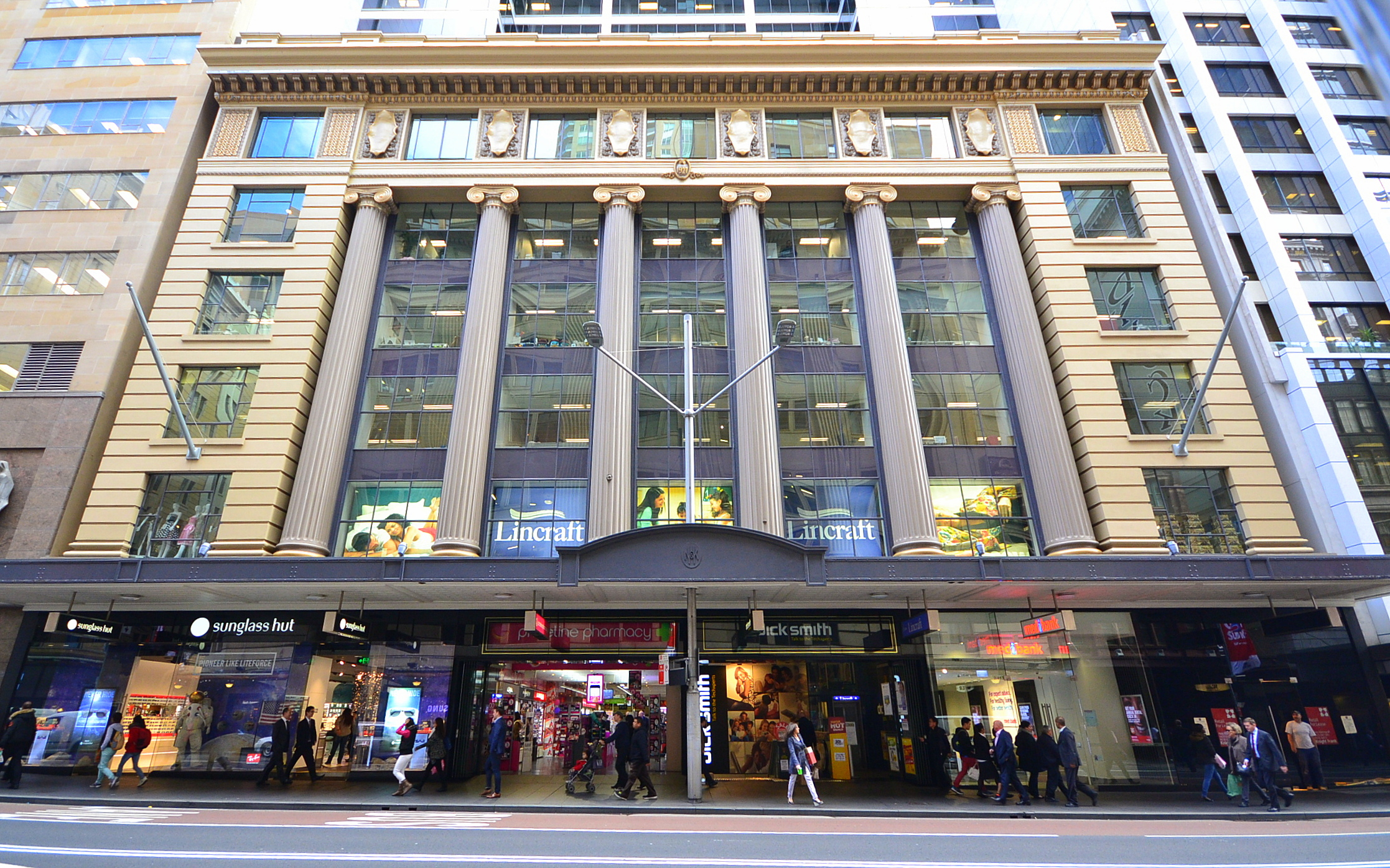
Bâtiment de Nock et Kirby
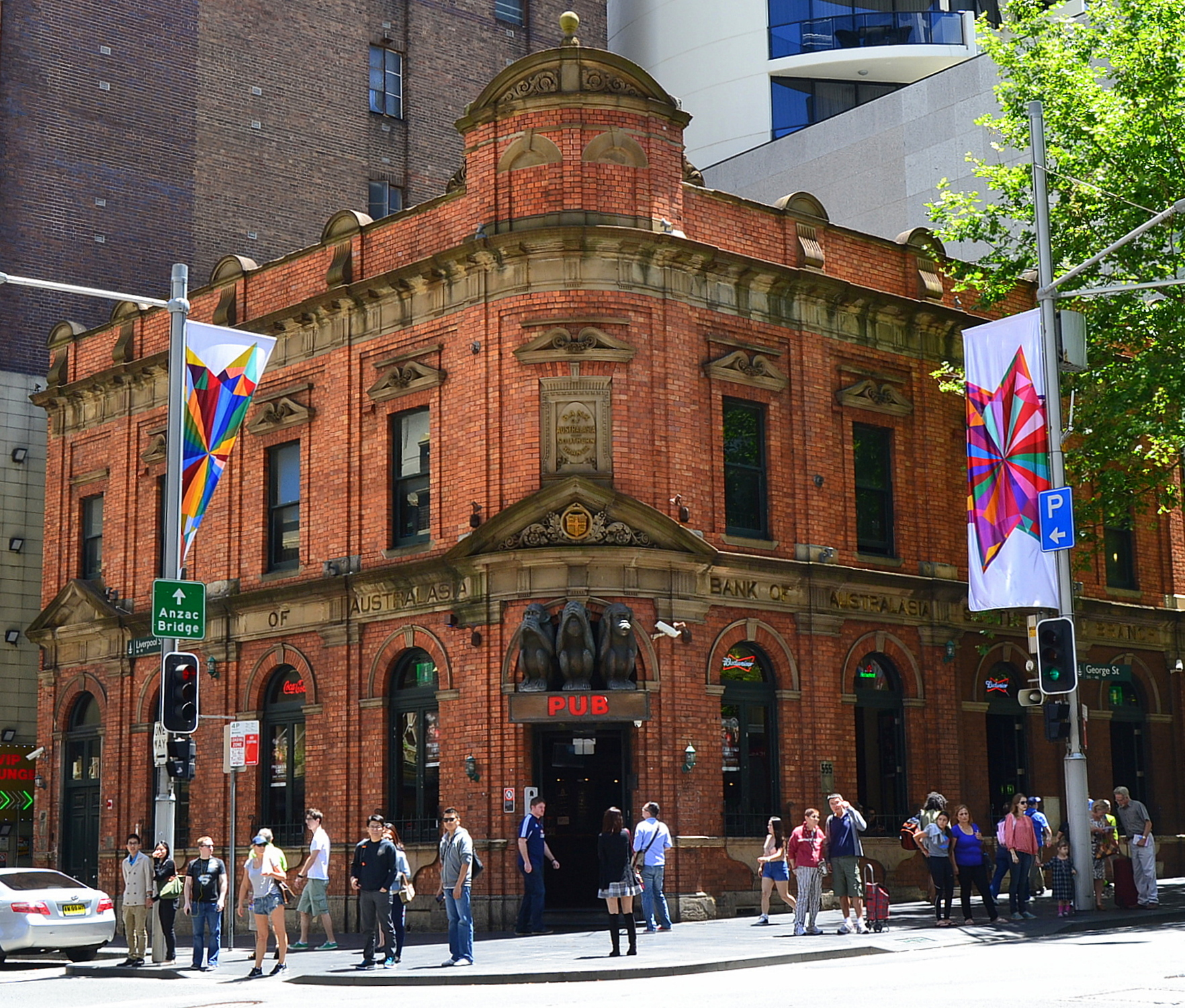
ancien bâtiment de l'Australasian Bank
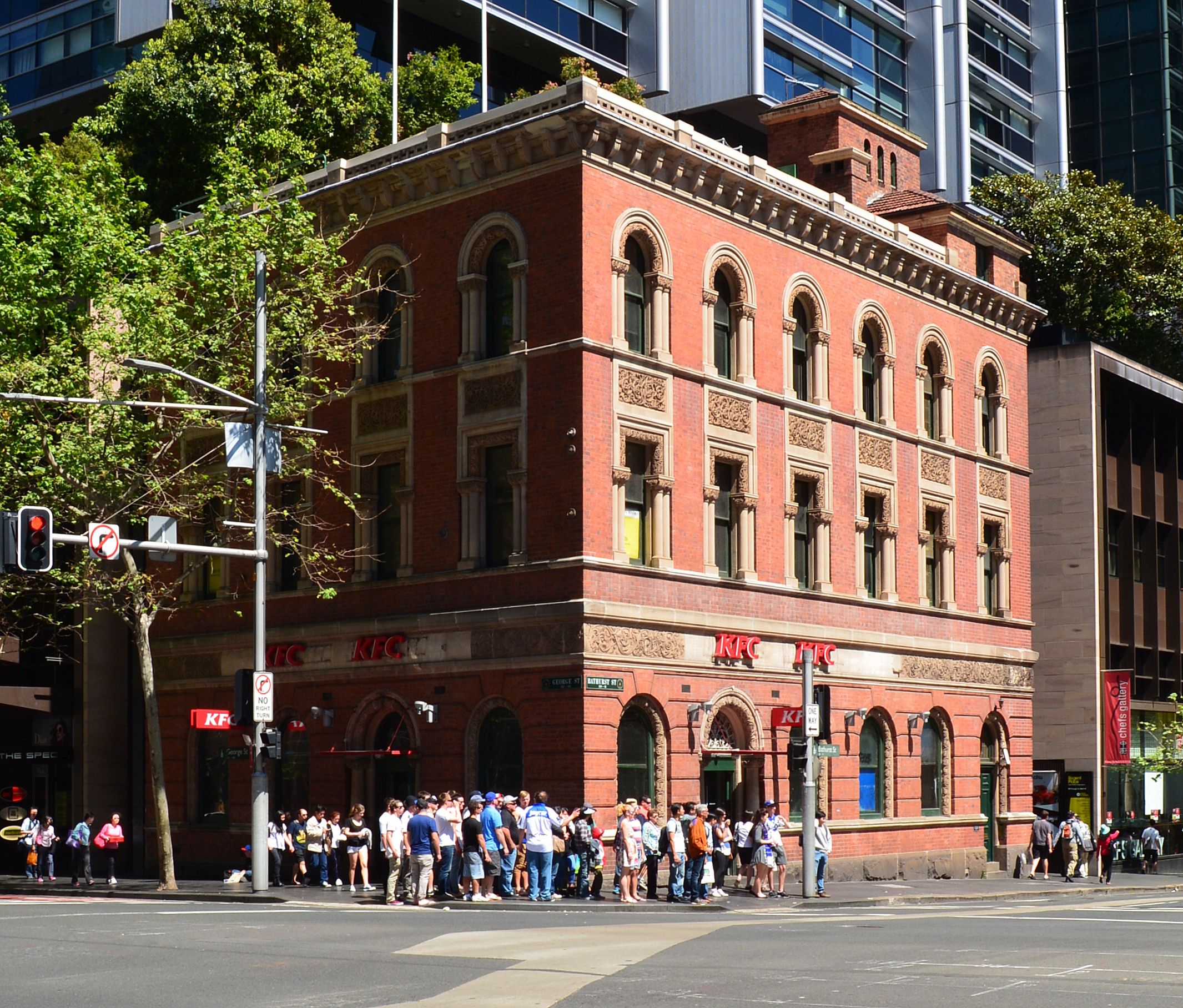
Ancien bâtiment de la Bank of NSW
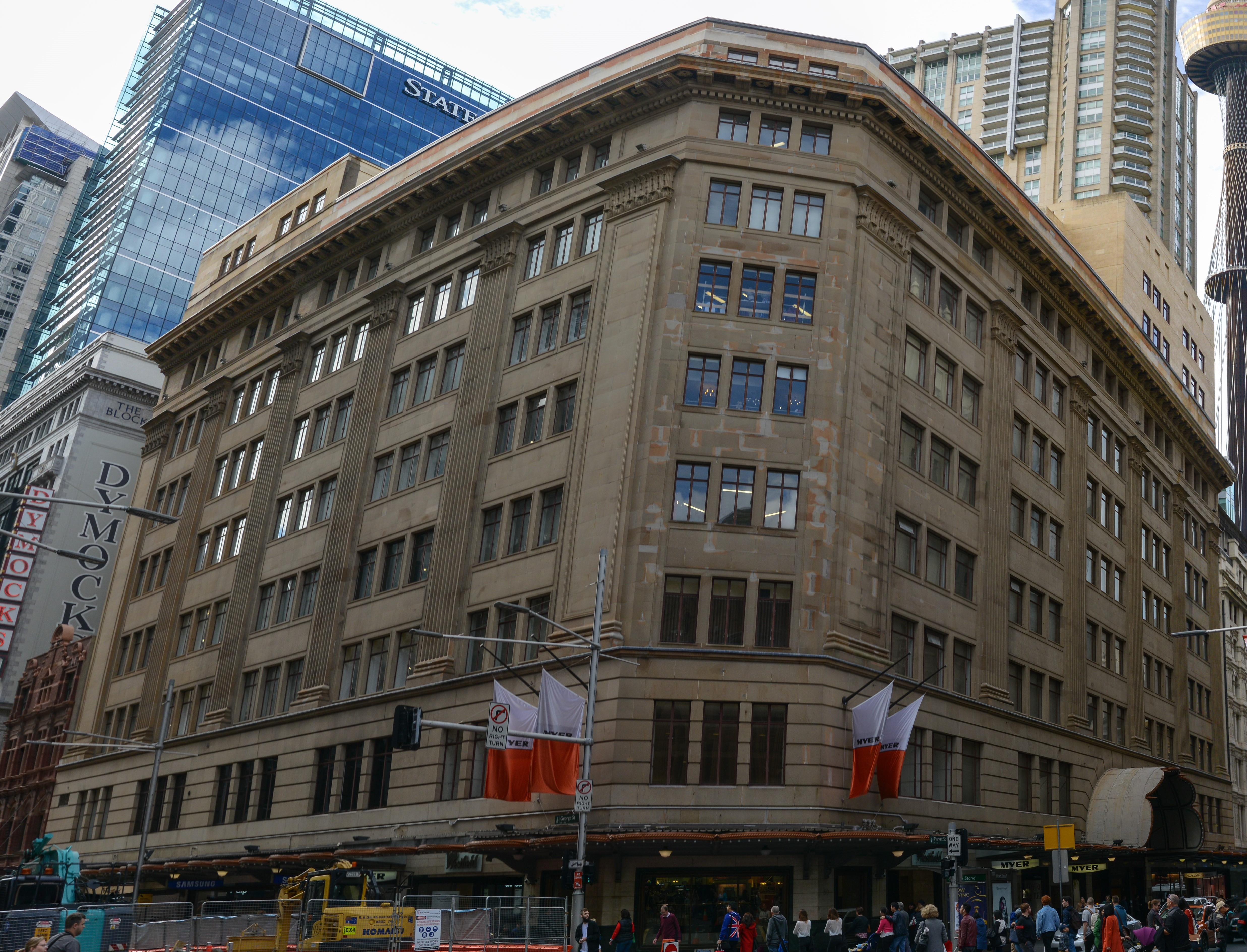
Ancien grand magasin Farmer and Co
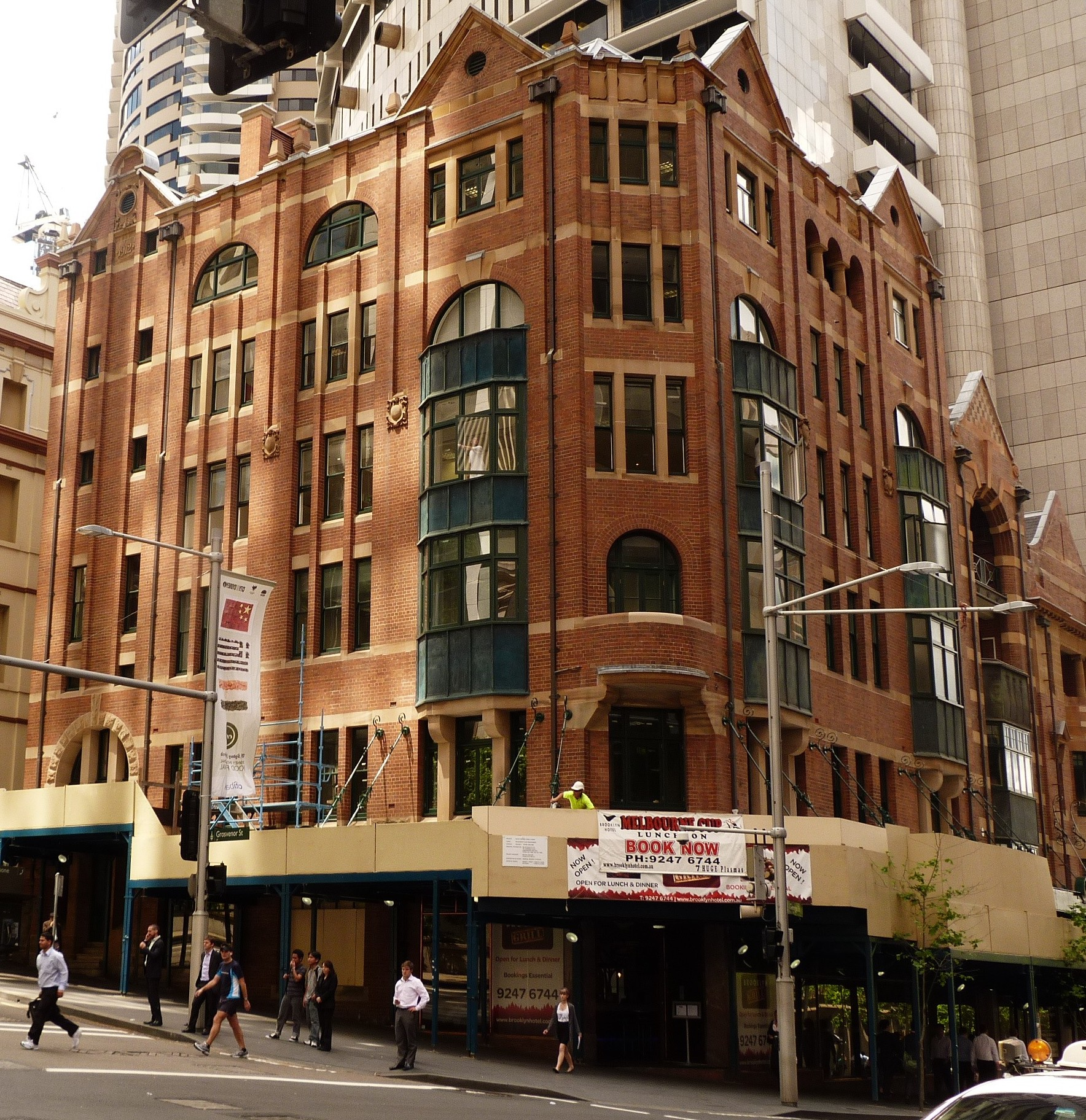
Bâtiment Johnson
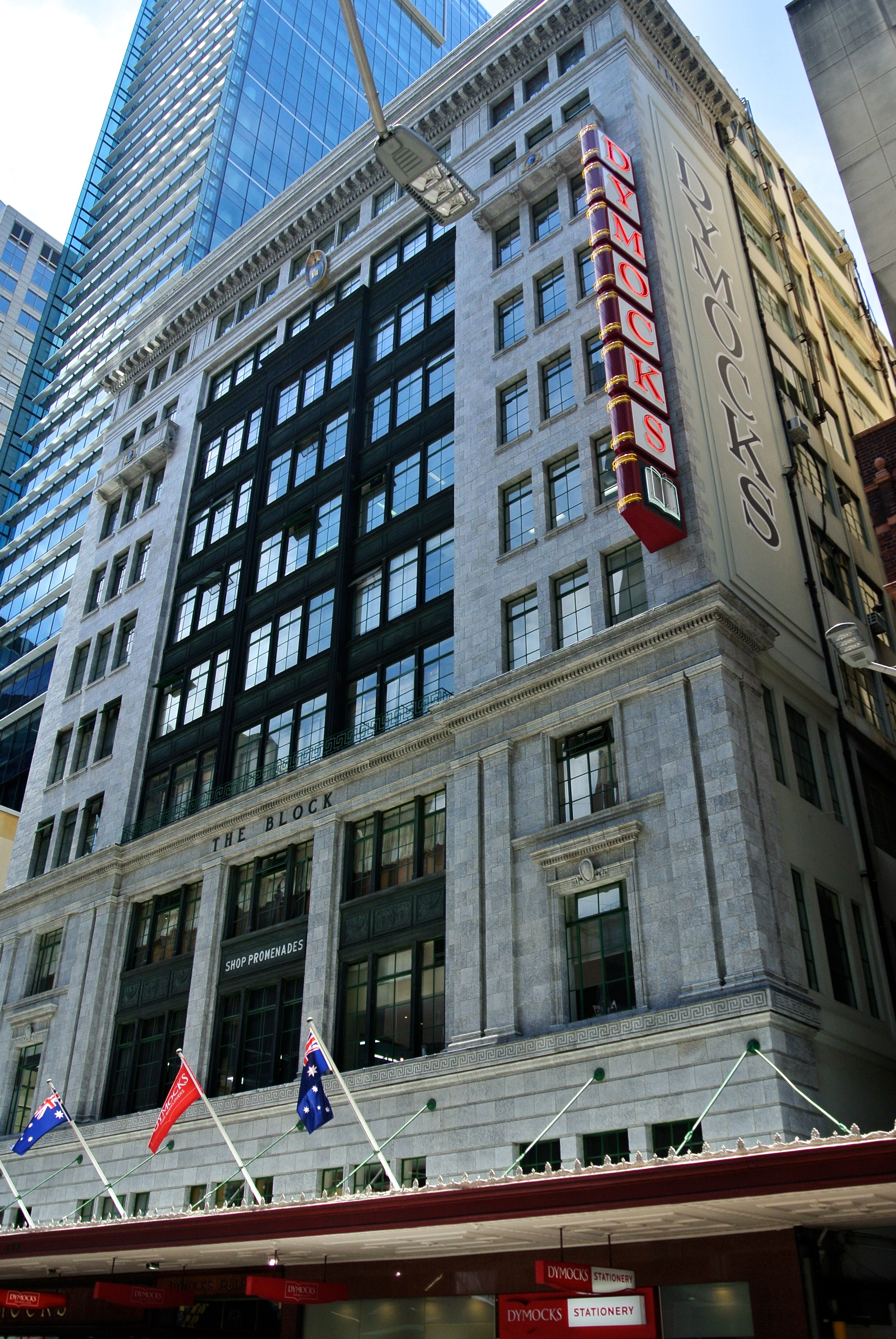
Bâtiment Dymocks
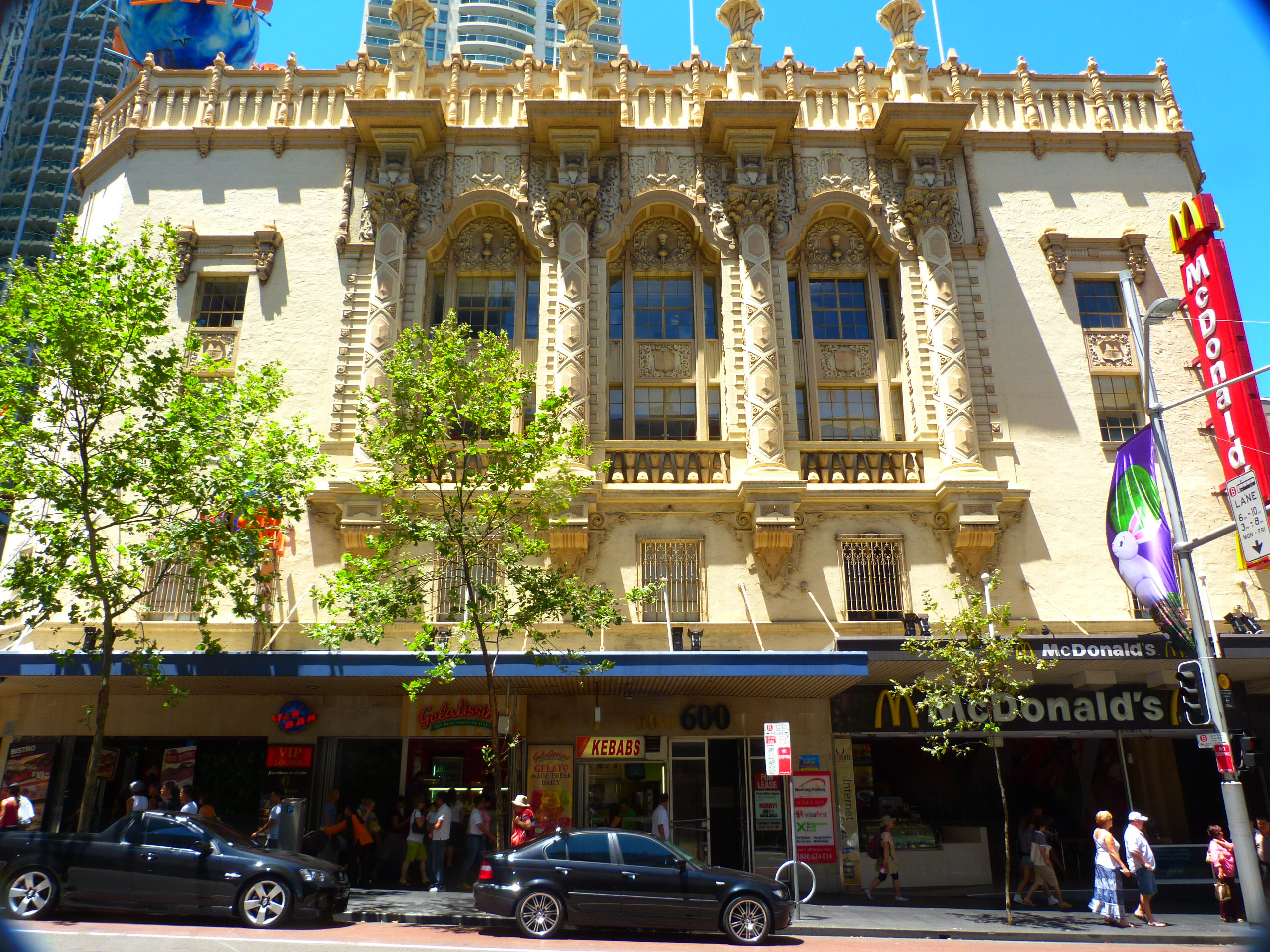
Théâtre de la Plaza
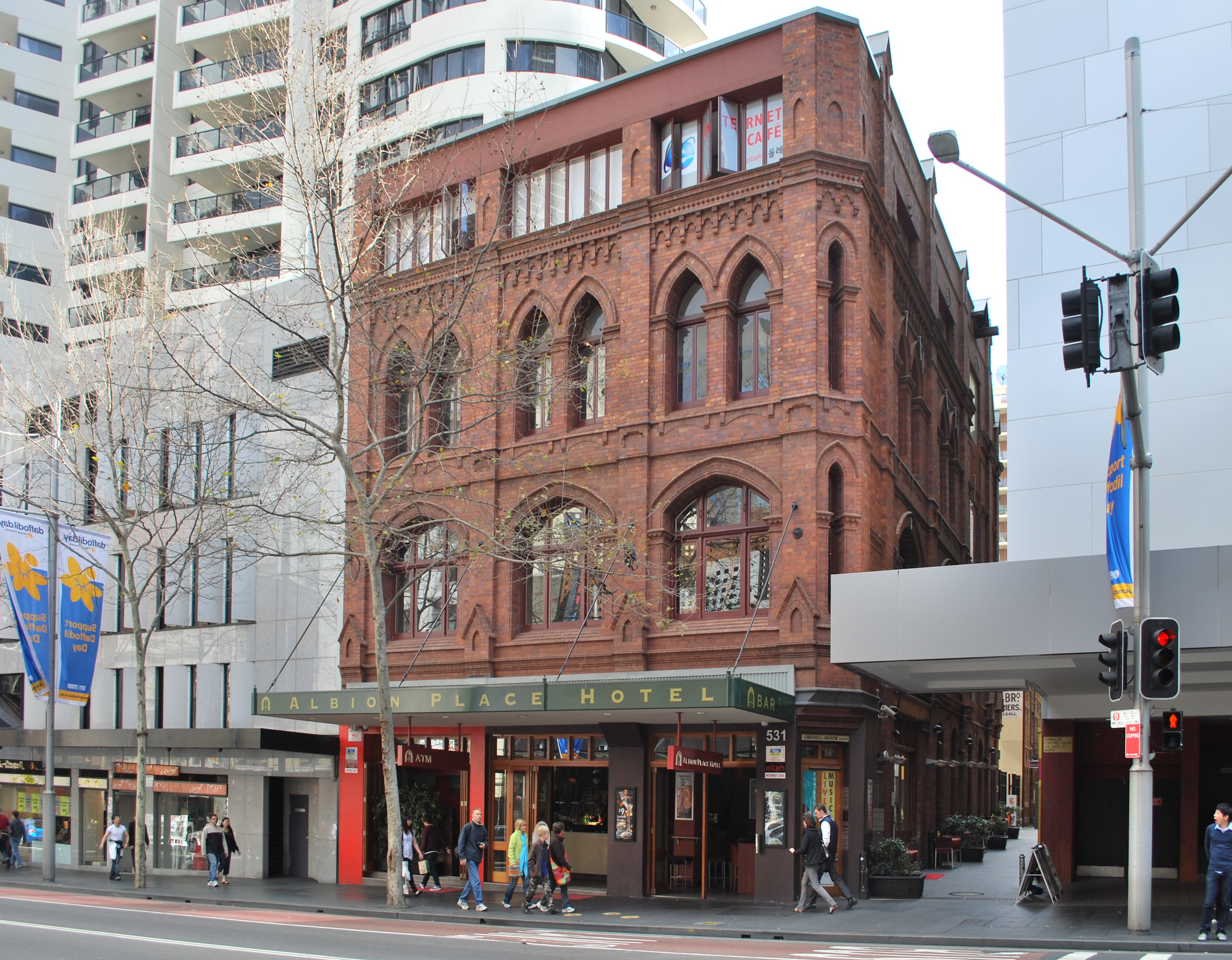
Hôtel Albion Place
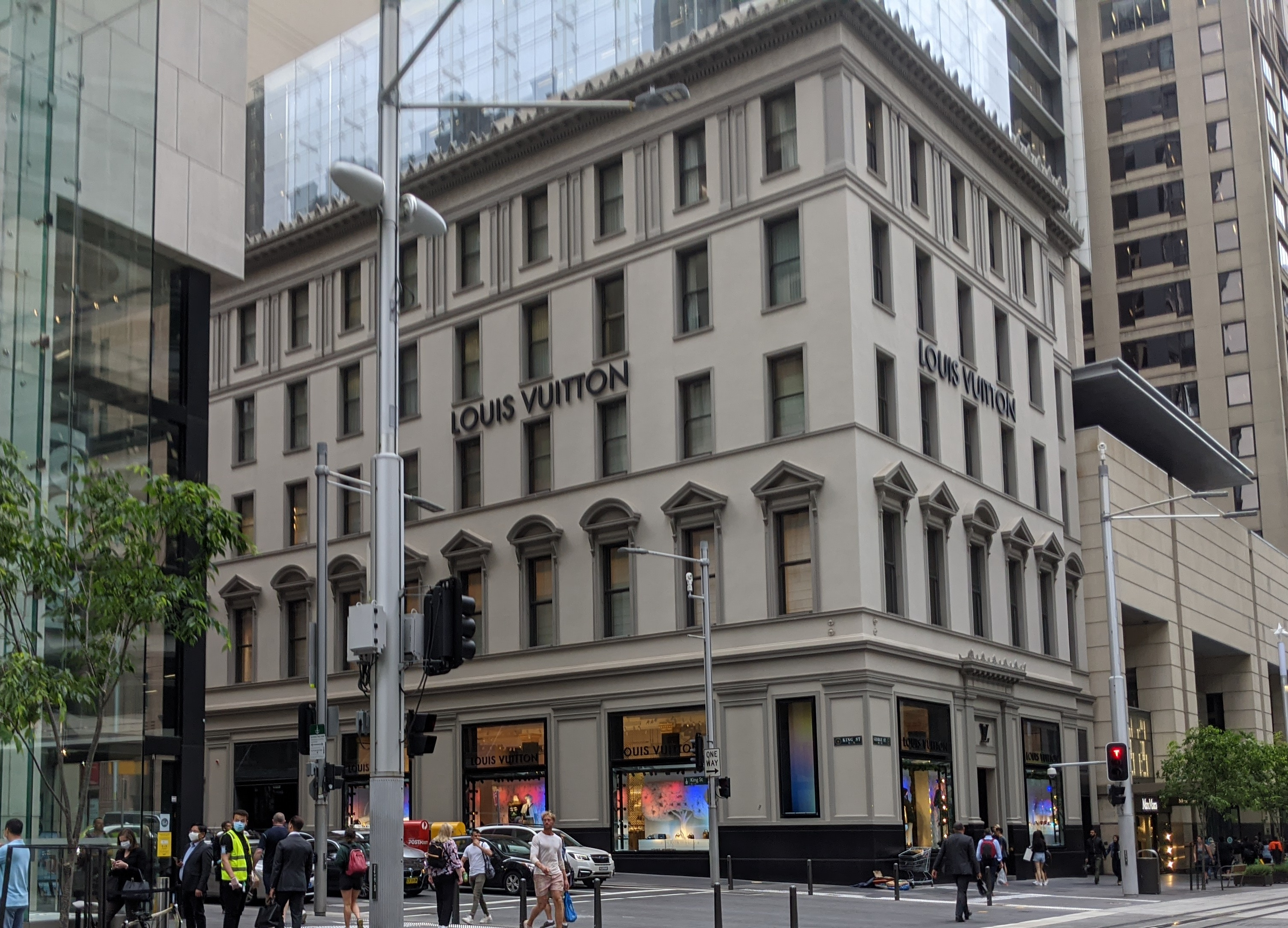
365, George Street
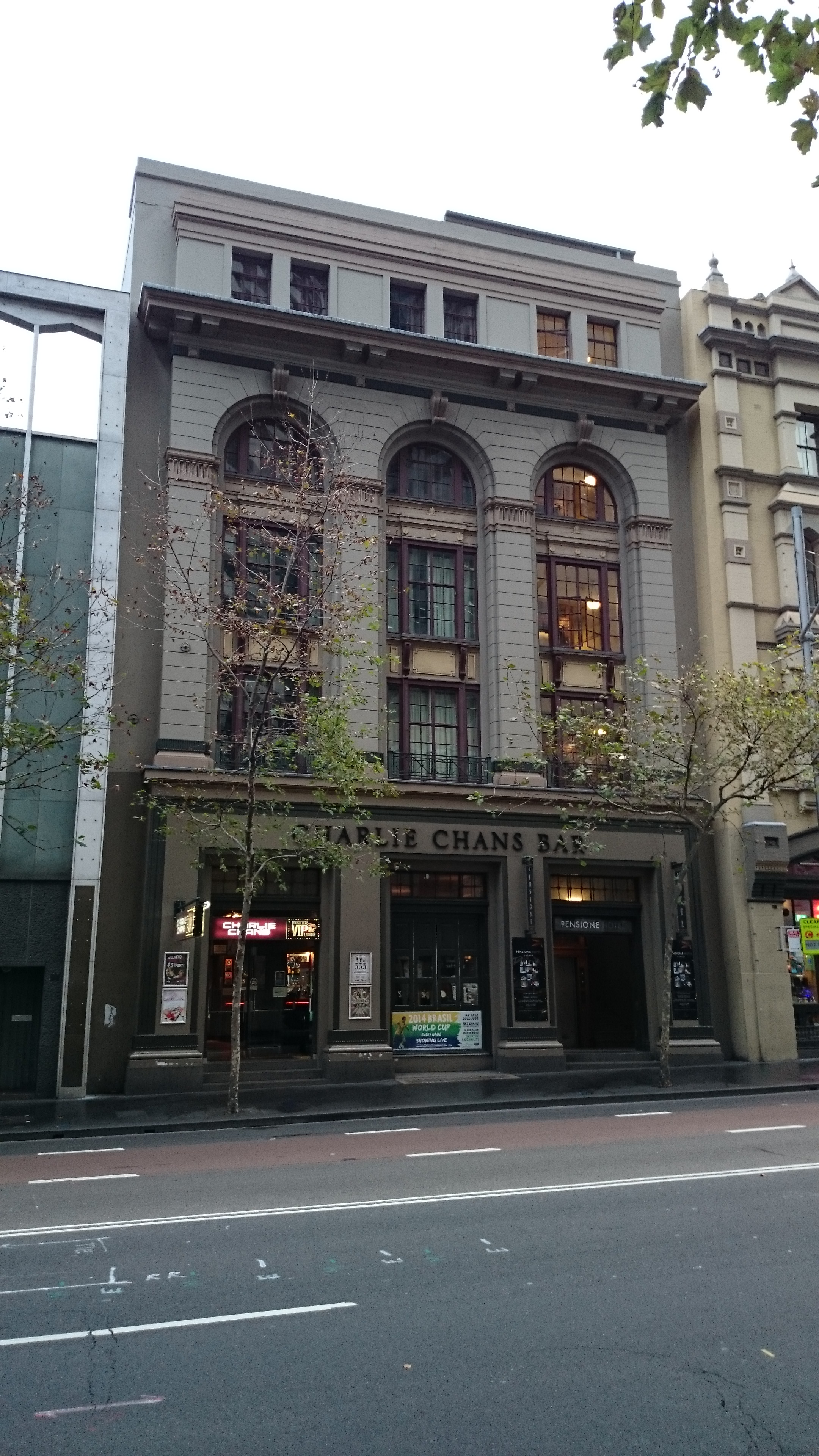
Hôtel George
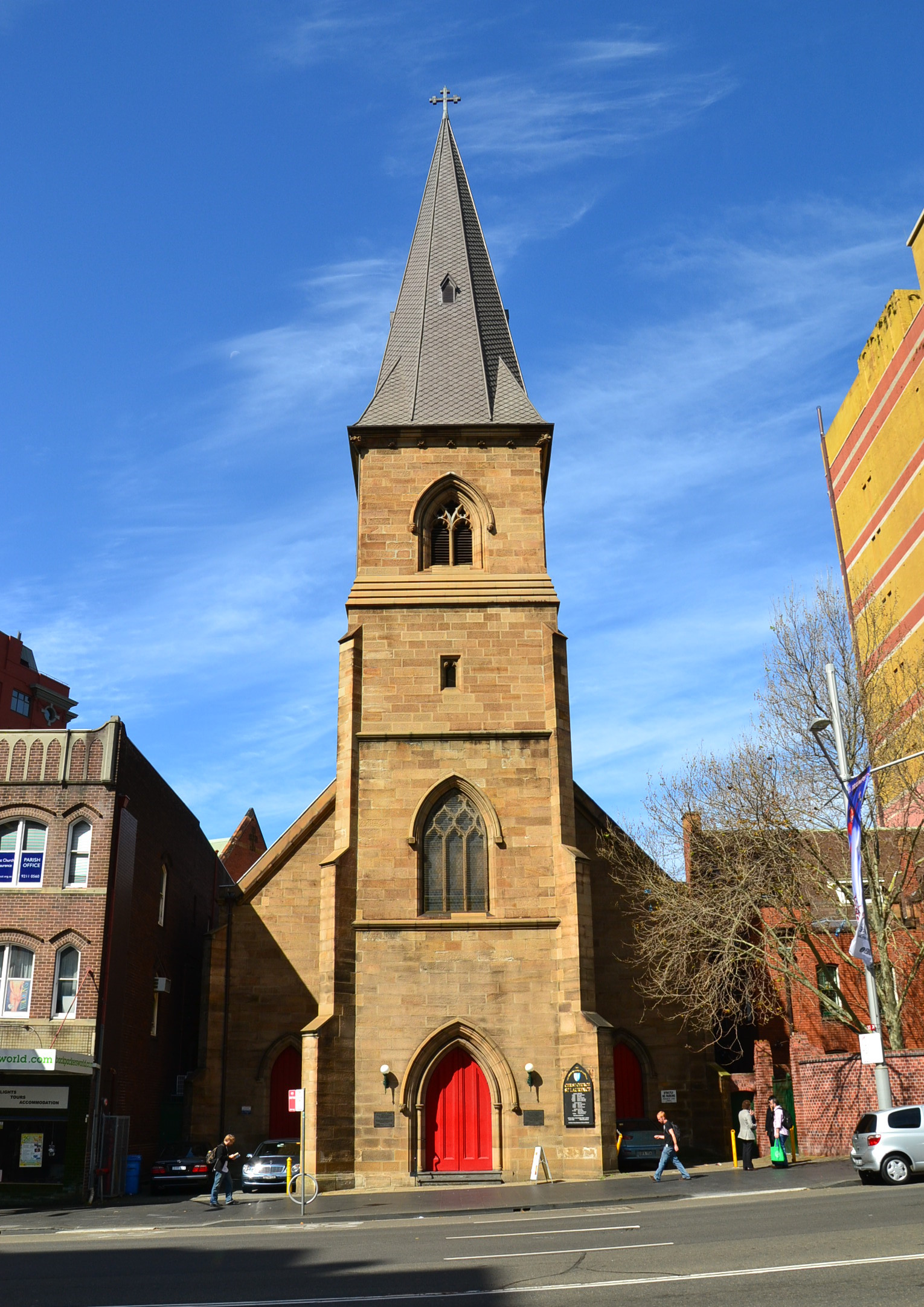
Église du Christ Saint-Laurent
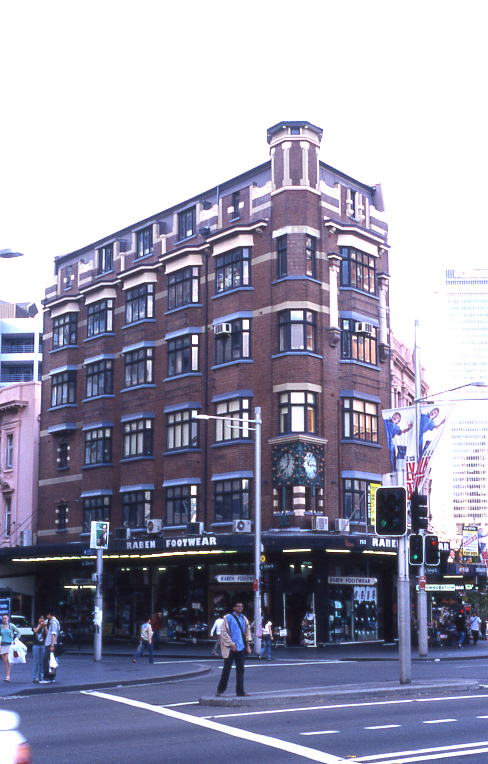
Le coin des vergers